# 圖魯隆格鄉
47°56′N 23°05′E / 47.933°N 23.083°E
圖魯隆格鄉（羅馬尼亞語：Comuna Turulung, Satu Mare），是羅馬尼亞的鄉份，位於該國西北部，由薩圖馬雷縣負責管轄，面積58平方公里，海拔高度132米，2007年人口3,851，人口密度每平方公里67人。